# Week-end à la Havane
Pour plus de détails, voir Fiche technique et Distribution.

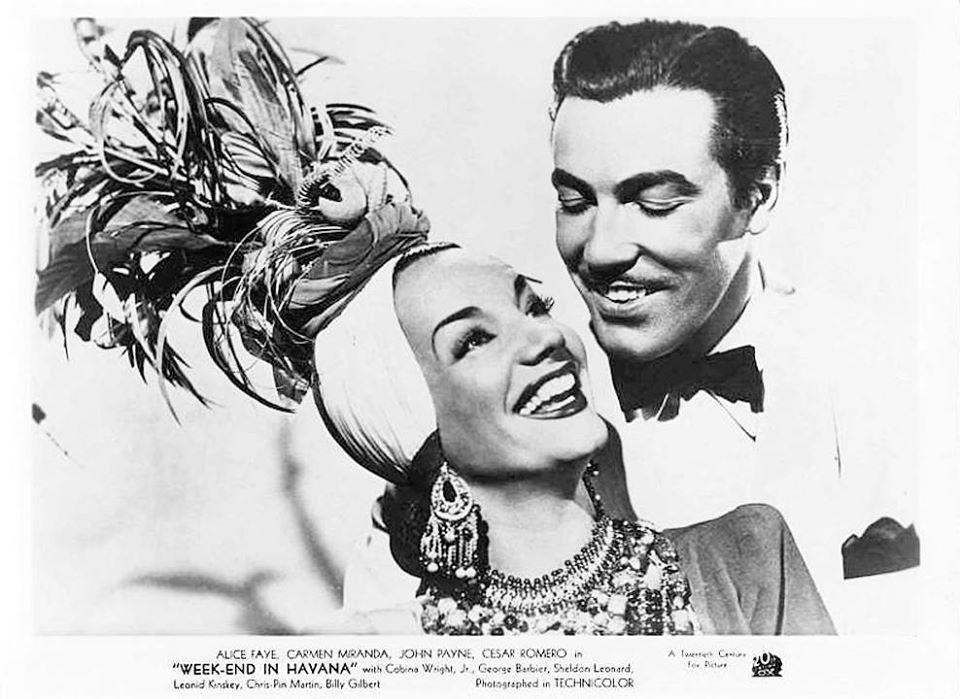
Carmen Miranda et Cesar Romero

Week-end à la Havane (Week-End in Havana)  est un film musical américain de Walter Lang, sorti en 1941

## Synopsis
Lorsque le bateau de croisière Cuban Queen s'échoue près de la Floride alors qu'il se rendait à La Havane, le magnat new-yorkais des paquebots Walter McCracken envoie son vice-président, Jay Williams, sur place pour éviter toute action en justice des passagers. Jay obtient d'eux qu'ils signent une décharge en échange d'une futur croisière sur un autre paquebot de luxe. Tous le monde accepte le marché sauf Nan Spencer, vendeuse chez Macy's, car elle a économisé pendant des années pour ces vacances et ne peut pas les prendre à un autre moment. Lorsque Nan laisse entendre qu'elle est parfaitement consciente de la négligence du capitaine dans l'accident, Jay accède à sa demande que la compagnie lui assure des vacances agréables à La Havane sans délai d'attente. Elle refuse pourtant de signer la renonciation d'éventuels poursuites avant la fin de ses vacances et McCracken ordonne à Jay de l'accompagner pour la surveiller, bien que ce dernier doive bientôt épouser Terry, la fille snob de McCracken. En arrivant à La Havane, Nan est enchantée par le paysage mais s'ennuie avec Jay, qui est trop guindé pour lui offrir la romance dont elle a besoin. Lorsque le charmant chasseur de fortune Monte Blanca croise la route de Nan, il pense qu'elle sera la solution à ses dettes de jeu.
Monte emmène Nan dans un casino dirigé par Boris, qui menace Monte en découvrant que Nan est une simple vendeuse qui ne peut pas rembourser les pertes qu'elle croyait que Monte allait lui-même payer. Jay, qui a suivi le couple, propose de payer les dettes de Monte s'il fait la cour à Nan, s'assurant ainsi qu'elle passe un bon moment, ce qui la motiverait à signer la renonciation en justice. Monte accepte volontiers ce marchandage malgré la jalousie de Rosita Rivas, sa petite amie qui est aussi chanteuse dont il est le manager. Afin de prévenir les crises de colère de Rosita, Jay accepte d'être son nouveau manager, mais regrette sa décision lorsqu'il devient évident qu'elle veut plus d'amour que de conseils.
Un soir, Rosita rencontre Jay dans une auberge isolée mais Monte et Nan sont déjà là et au cours de la dispute qui s'ensuit, Monte révèle qu'il a accepté la proposition de Jay afin de rembourser à Rosita l'argent qu'il lui doit. Nan est furieuse contre les deux hommes pour cette tromperie et lorsque Jay tente de la suivre après son départ, sa voiture est accidentellement détruite. En rentrant à pied à la ville ville, Jay et Nan découvrent qu'ils sont réellement attirés l'un par l'autre. Le lendemain matin, heureuse que ses vacances se passent finalement bien, Nan donne à Jay une décharge signée, mais la déchire quand Terry apparaît et laisse entendre que le comportement de Jay était strictement professionnel. Le cœur brisé, Nan signe une autre renonciation et accepte de Terry un chèque de 1 000 $ qui, selon Terry, provient de Jay. Mais lorsque Jay lui envoie un chèque de 150 $, Nan se rend compte que Terry essayait de la soudoyer à l'insu de Jay. Les manigances de Terry deviennent vite évidentes pour Jay aussi et après l'avoir renvoyée avec colère à New York, il retrouve Nan dans la boîte de nuit où Rosita se produit. Alors que Rosita et Monte dansent ensemble, Jay et Nan se réconcilient, et tout le monde chante les louanges de leur week-end à La Havane

## Fiche technique
- Titre français:  Week-end à la Havane
- Titre original : Week-End in Havana
- Réalisateur : Walter Lang
- Assistant-réalisateur de seconde équipe : Aaron Rosenberg (non crédité)
- Production : William LeBaron et Darryl F. Zanuck (producteur exécutif)
- Société de production : Twentieth Century Fox
- Scénario : Karl Tunberg et Darrell Ware
- Directeur musical : Alfred Newman
- Musique : Mack Gordon et James V. Monaco (non crédité)
- Chorégraphie : Hermes Pan
- Directeur de la photographie : Ernest Palmer
- Photographie de seconde équipe : Harry Jackson (non crédité)
- Montage : Allen McNeil et Gene Fowler Jr. (non crédité)
- Direction artistique : Richard Day et Joseph C. Wright
- Décors : Thomas Little
- Costumes : Gwen Wakeling, Sam Benson (non crédité) et Ollie Hughes (non crédité)
- Pays de production : États-Unis
- Format : Couleurs (Technicolor) - Son : Mono (Western Electric Mirrophonic Recording)
- Durée : 81 minutes
- Genre : Film musical, comédie romantique
- Dates de sortie : 
  - États-Unis : 8 octobre 1941 première à Denver, Colorado
  - États-Unis : 17 octobre 1941

## Distribution
- Alice Faye : Miss Nan Spencer
- Carmen Miranda : Rosita Rivas
- John Payne : Jay Williams
- Cesar Romero : Monte Blanca
- Cobina Wright : Terry McCracken
- George Barbier : M. Walter McCracken
- Sheldon Leonard : Boris
- Leonid Kinskey : Rafael
- Chris-Pin Martin : Chauffeur
- Billy Gilbert : Arbolado
- Hal K. Dawson (en) : M. Marks
- William B. Davidson : Capitaine Moss
- Maurice Cass : Tailleur
- Leona Roberts : Passager
- Harry Hayden : Passager
- Nacho Galindo : Vendeur de sucettes chantant
- Mary Stuart : Danseuse